# 5th international cerebral palsy games
De 5. verdenslege for spastisk lammede er en dokumentarfilm instrueret af Mogens Petersen efter eget manuskript.

## Handling
Spredte glimt fra oplevelsesrige dage - sådan introduceres denne reportagefilm om et internationalt idrætsstævne for spastisk lammede. Stævnet fandt sted i 1982 i Greve i Danmark med 425 idrætsudøvere, som dystede i 23 idrætsgrene. Stævnet afholdtes i en olympisk ånd.